# 1026 Ingrid
1026 Ingrid este un asteroid din centura principală, descoperit pe 13 august 1923, de Karl Reinmuth.